# Mahmúd Ahmadínežád
Mahmúd Ahmadínežád (jméno též přepisováno jako Ahmadínedžád; persky محمود احمدی‌نژاد‎ ; * 28. října 1956 Garmsár, íránská provincie Semnán) je íránský politik, v letech 2005–2013 šestý prezident Íránské islámské republiky.

## Dětství a mládí
Jeho rodina pochází z Arádánu, vesnice poblíž města Garmsár, ležícího asi 80 km od Teheránu na okraji pouště Dašt-e Kavír. Otec Ahmad byl kovář a zbožný šíita, který dokonce vyučoval Korán. Matka nosila titul sejjídy, na který mají nárok pouze potomci Mohameda. Údaje o národnosti Ahmadínežáda se rozcházejí, je označován za Ázerbájdžánce i Talyše. V regionu, charakterizovaném zejména zemědělstvím a pastevectvím, neviděl otec perspektivu pro svých sedm potomků (Mahmúd se narodil jako čtvrtý) a rozhodl se proto k přesídlení do hlavního města. Současně si změnil původní příjmení Sabúrdžiján (barvič koberců) na zbožné Ahmadínežád, tedy „ctnostné plemeno Prorokovo“. Důvodem byla snaha zbavit se jména prozrazujícího venkovský původ a nižší sociální status, typická pro přistěhovalce do měst.
Britský deník The Daily Telegraph roku 2009 přišel s tvrzením, že je židovského původu, s tím, že (perské) příjmení Sabúrdžiján je údajně typické pro Židy. Argumentaci The Daily Telegraphu o několik dní později jednoznačně odmítl The Guardian.
Ahmadínežádův otec se uchytil v kovozpracujícím průmyslu a brzy se domohl jistého blahobytu. Usadil se v městském obvodu Narmak, obývaném teheránskou střední třídou, a veškeré ušetřené peníze investoval do vzdělání dětí. Mahmúd navštěvoval renomovanou a drahou soukromou školu Danéšmand, učil se anglicky a nakonec se stal jedním z nejlepších žáků svého ročníku.

## Politická kariéra
Nastoupil na univerzitu, avšak cestu za vzděláním mu načas zkomplikovala islámská revoluce na konci sedmdesátých let, které se jako mnozí jiní aktivně zúčastnil. Působil pak  v milicích Basídž a v roce 1986 začal postgraduálně studovat stavebnictví, obor, který ukončil roku 1989 s titulem inženýra. Zároveň byl politicky činný a od počátku devadesátých let zastával různé funkce v regionální správě. V roce 2003 byl jako takřka neznámý politik zvolen starostou Teheránu, v úřadě setrval až do roku 2005 – do doby, než v prezidentských volbách překvapivě porazil bývalého íránského prezidenta Alího Akbara Rafsandžáního. Jeho zvolení znamenalo posílení vlivu konzervativců v zemi, a proto ho bez problémů schválil duchovní vůdce ájatolláh Alí Chameneí, nejvyšší představitel republiky. Dne 3. srpna 2005 byl Mahmúd Ahmadínežád inaugurován šestým prezidentem Íránu.
Jeho působení v čele vlády charakterizovalo zvyšující se napětí ve vztahu ke Spojeným státům, především v souvislosti s íránským jaderným programem. Dnes je prezident Ahmadínežád považován za jednoho z nejkontroverznějších světových politiků. Podle několika rukojmí zadržovaných na americké ambasádě v Teheránu v letech 1979–1980 byl jedním z islámských bojovníků, kteří osazenstvo věznili.

### Ahmadínežádovy názory a postoje

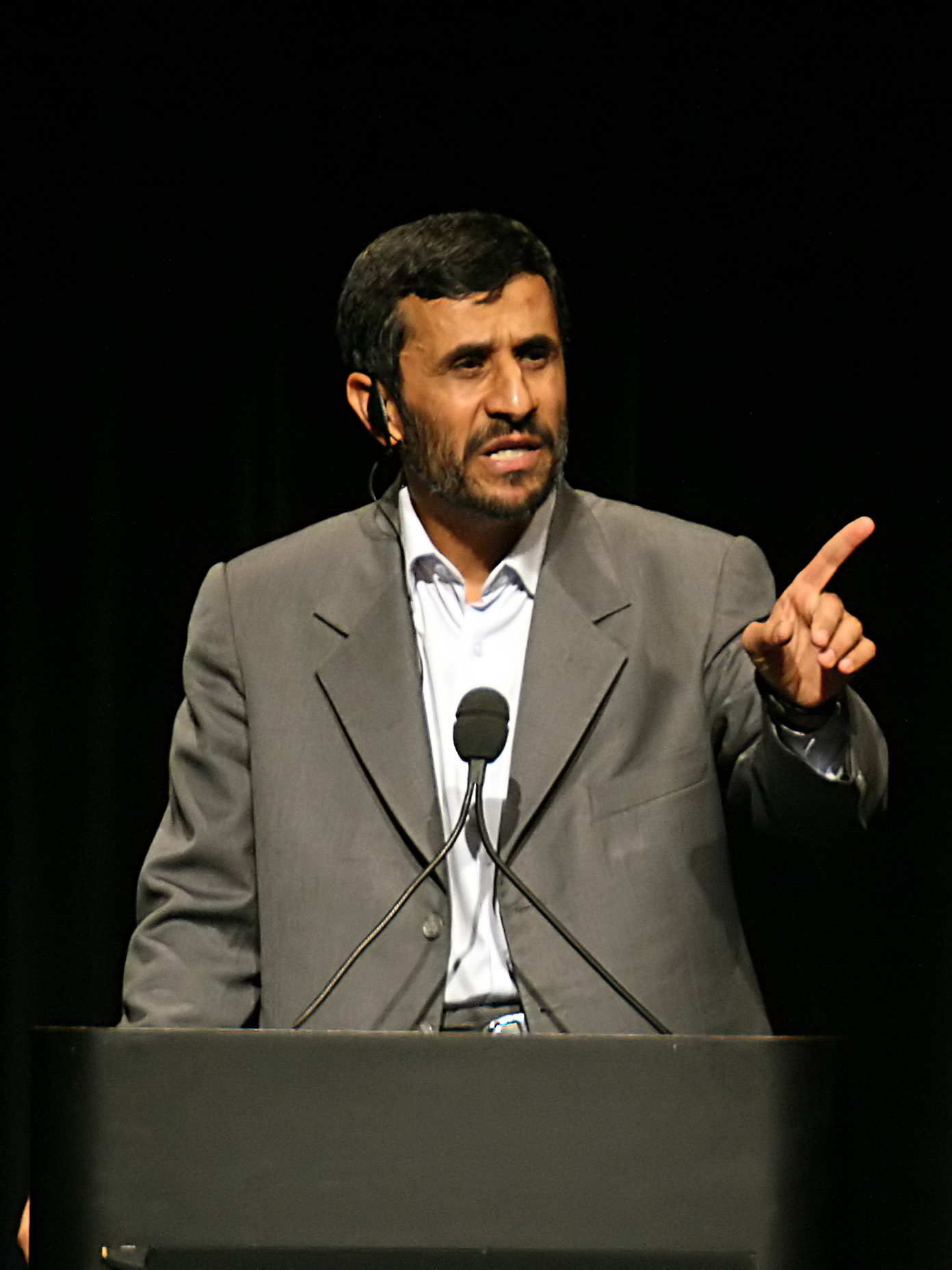
Mahmúd Ahmadínežád řeční na Columbia University, září 2007

Sám je zastánce islámských tradic, což kontrastuje se smířlivým postojem jeho předchůdce v úřadu Muhammada Chátamího. Zastává Konspirační teorie o útocích z 11. září, očekává návrat dvanáctého imáma Muhammada al-Muntazarího a obviňuje Spojené státy, že brání jeho příchodu.
Ve Spojených státech amerických prohlásil, že v Íránu nejsou homosexuálové jako v Americe. Dne 24. září 2010 pronesl na valném shromáždění OSN v New Yorku, „návrh, aby Spojené národy sestavily nezávislou vyšetřovací skupinu pro události z 11. září“ jednak proto, aby „odlišné názory“ o tomto tématu „nebyly vypovězeny z diskuze“, ale jako hlavní důvod uvedl podezření z toho, že Spojené státy realizovaly tzv. operaci pod falešnou vlajkou. Za útoky prý stály „jisté síly uvnitř americké vlády s cílem pomoci upadající ekonomice a zároveň obnovit kontrolu USA nad Blízkým východem v zájmu sionistického režimu“. Podobné výroky na adresu americké vlády pronesl již několikrát předtím, na půdě OSN se ale setkal s kritikou.
V roce 2011 při desátém výročí útoků z 11. září 2001 prohlásil, že Spojené státy využily teroristické útoky z 11. září 2001 jako záminku pro zahájení válek v Iráku a Afghánistánu. Washington měl podle jeho názoru takto řešit své hospodářské problémy.
Pořádá charitativní akce pro chudé, například dražbu svého osobního automobilu.

#### Izrael a Palestina
Zastává dlouhodobou politiku Íránu odmítající uznat Izrael jako právoplatný stát. Ahmadínežád svými výroky, v nichž útočí na Izrael, který označuje jako „sionistický režim“, dlouhodobě podporuje nedůvěru mezi Izraelem a Íránem, který jej podezřívá z jaderného zbrojení. Kritizuje politiku Izraele vůči Palestincům, kterou označuje za „nehumánní“ a „barbarskou“.

#### Holocaust
Ahmadínežád je médii označován za jednoho z předních a nejznámějších popíračů holokaustu.

Dne 24. září 2007 v proslovu na půdě University of Columbia řekl:
…Věřím, že holocaust – z toho, co čteme – se během 2. světové války po roce 1930 a v 40. letech [20. století] stal.…

 Téhož dne se setkal s delegací rabínů z Naturai Karta (ortodoxní skupina Židů odmítající sionizmus). Jeden z jemu předaných předmětů měl na svém povrchu vyryto poděkování za přínos Židovstvu.
Na téma holokaustu byl dotázán v několika rozhovorech. Svou odpověď shrnul do několika otázek:
- proč je tendence téma holocaustu uzavírat, proč není holocaust zkoumán jako historická událost, resp. proč jsou ti, kteří jej takto zkoumají, perzekvováni;[28]
- proč je holocaust spojován s okupací Palestiny a proč by Palestinci měli platit svou zemí a svými právy za tento zločin, který se odehrál v Evropě;[29][30]
- proč je (holocaust obecně a židovské oběti za Třetí říše konkrétně) mytologizován a sakralizován – proč je mu dávána mezi jinými tragickými historickými událostmi (a obětem v řadách Židů v kontextu ostatních obětí 2. světové války) dávána tak speciální role[31] V této souvislosti má holocaust za mýtus, který je uměle vytvořený a lživý.

Na Západě jsou tyto jeho názory odsuzovány[kým?] a považovány[kým?] za neakceptovatelné. Je obviňován z antisemitismu,
ačkoli Ahmadínežád odmítl tato obvinění s tím, že holokaust hodlá pouze „zkoumat“ a že Židy respektuje.
Ahmadínežád perzekuci Židů za Hitlera nepopírá a v otázce holocaustu se považuje za historického revizionistu a holocaust vnímá jako historickou událost, kterou je třeba – včetně příčin k ní vedoucích – studovat, zkoumat a diskutovat o ní, nikoli ji uzavírat jako dogma a perzekvovat lidi, kteří na tuto událost přinesou nový pohled.
V srpnu 2006 Ahmadínežád napsal dopis německé kancléřce Angele Merkelové. V něm bylo mimo jiné:
…Uběhlo 60 let od konce [2. světové] války. Ale, žel, celý svět a některé národy obzvlášť čelí jejím důsledkům. I nyní vidíme orchestraci utiskujících mocností a skupin prahnoucích po moci coby zacházení vítězů s poraženými. Utiskování a vydírání pokračuje a lidé mají zakázáno zpochybňovat jejích zdroj, jinak riskují vězení. … Nehodlám polemizovat o holocaustu. Ale, nedává smysl, že některé vítězné země 2. světové války měly v úmyslu vytvořit alibi, na základě kterého by nadále mohly mít poražené země porobeny? Jejich záměrem doposud bylo zeslabit jejich morálku a povzbuzení a zamezit rozvoji jejich moci. Vedle Němců nesly břímě holocaustu i blízkovýchodní národy. Vlivem růstu nutnosti osidlování přeživšími holocaustu v Palestině bylo na Blízkém východě vytvořena permanentní hrozba. Za účelem oloupit lidi z této oblasti o příležitosti k dosažení růstu. Kolektivní vědomí světa je pobouřeno každodenními zvěrstvy sionistických okupantů, ničením domů a statků, zabíjením dětí, vraždami a bombardováním…

Deník Deutsche Welle s odkazem na Agence France-Presse o události informoval článkem „Ahmadínežád tvrdí, že holokaust byl vynalezen k uvedení Německa do rozpaků“, britský Mail and Guardian článkem s nadpisem „Ahmadínežád: Holocaust vymyšlen“

#### Vymazání Izraele z mapy
Pravděpodobně nejznámější a nejkontroverznější z Ahmadínežádůvých výroků proti Izraeli pochází z podzimu 2005.
Dne 26. října vystoupil na konferenci „World without Zionism“ (Svět bez sionismu), kde mluvil o sionistickém režimu v Izraeli, jehož elita podle jeho slov „okupuje“ Jeruzalém; a v němž též často citoval Ajatolláha Chomejního. Část jeho projevu, o které média později psala, má následující volný překlad:
Náš milý Imám (Ajatolláh Chomejní) řekl, že tento režim, okupující Jeruzalém, musí zmizet ze stránek času a to bylo velmi moudré prohlášení. V otázce Palestiny nemůžeme ustoupit. (…) To by byla porážka a kdokoli, kdo přijímá legitimitu tohoto režimu, v podstatě podepsal porážku islámského světa. Náš drahý Imám měl v tomto úsilí za cíl srdce světového utlačovatele – okupující režim. Nemám pochyb, že tato nová vlna, která začala v Palestině – a zažili jsme ji též v islámském světě – odstraní tuto hanebnou skvrnu z islámského světa.

Chomejního věta, kterou Ahmadínežád citoval, byla pronesena v 80. letech 20. století, kdy Chomejní předpovídal konec éry Izraele „uchváceného“ sionistickou ideologií. Fráze „zmizet ze stránek času“ byla médii nesprávně přeložena, že chce „vymazat Izrael z mapy“ (klíčová dvojice slov „Sahne-je rúzgár“ zaměněna za „Safhe-je rúzgár“) kde slova zmizet ze stránek času (popř. podle jiných překladů: vymazat z knihy historie apod.) jsou obtížně přeložitelným obratem přibližně znamenajícím být překonán či skončit v propadlišti dějin.
Obdobně, zmínku o „hanebné skvrně“ přiřkla média (např. New York Times) nikoli (podle kontextu) „sionistickému režimu, který obsadil Jeruzalém“, ale Izraeli jako takovému, a její odstranění za zničení celého Izraele a jeho lidu (genocidu) a citaci, vyřknutou Chomejním v jiné době a kontextu, zaměnila za současné přání Ahmadínežáda.
Později, na tiskové konferenci 14. ledna 2006, Ahmadínežád řekl, že jeho slova byla přehnána a dezinterpretována Mezi hlasy, říkajícími, že Ahmadínežád obrat vymazání z mapy nepoužil, byl i Dan Meridor, zástupce premiéra Izraele.
V roce 2008 použil podobnou, leč ostřejší rétoriku, kdy řekl: „Měli byste vědět, že tento kriminální a teroristický režim, který má na účtu 60 let plundrování, agrese a zločinů dosáhl konce svého cyklu a brzy zmizí z geografické scény.“ Například agentura Reuters tuto informaci přinesla pod názvem Ahmadínežád říká, že Izrael „zmizí“.

#### Spojené státy americké
V průběhu svého prezidentského úřadu vystupoval Ahmadínežád proti Spojeným státům americkým — asi nejpodstatnějším krokem bylo zbavení se amerického dolaru coby rezervní měny v íránských státem vlastněných bankách a jako zdroje příjmů z ropy – od roku 2007 získal Írán 85 % peněz ze své ropy v jiných měnách než dolarech. Dále, od roku 2003 při vydávání státních dluhopisů přešel z dolaru na euro. Od prosince 2006 podporoval postupné omezení transakcí v amerických dolarech v Íránu na minimum. Mezi lety 2005–2008 dal zelenou přípravě íránské ropné burzy, která obchoduje ropou a ropnými deriváty s vyloučením amerického dolaru. Ve zbylé době Írán za Ahmadínežádovy prezidentské funkce jednal s jednotlivými zeměmi i velkými soukromými odběrateli íránské ropy o podmínkách platby bez účasti amerického dolaru a sám Ahmadínežád v této době promluvil na několika konferencích o porušení dogmatu, že by se v obchodě muselo za ropu platit pouze dolary. Dne 15. ledna 2013 Teherán oznámil, že v zahraničních obchodních transakcích hodlá dolar (stejně jako euro) postupně vypustit úplně. Jeho akce narušily měnovou situaci, ve které měla měna Spojených států amerických dominantní pozici a status světové rezervní měny a dominantní měny v mezinárodním obchodu, a byly některými americkými analytiky vyhodnoceny jako hrozba.
V den výročí konce 2. světové války 9. května 2005, napsal Ahmadínežád otevřený 18stránkový dopis Georgi W. Bushovi, ve kterém rozebíral historii a vzájemné vztahy obou národů, situaci na Blízkém východě, stejně jako některé filozofické a náboženské problémy. Svěřil se v něm, že nechápe dvojakost, kterou jeho americký protějšek prezentuje, spočívající na jedné straně v póze obhájců demokracie a míru a na druhé straně vedení mnoha expanzivních válek a zabíjení lidí.

### Pokus o atentát
V srpnu 2010 byl na prezidenta spáchán neúspěšný pokus o atentát.

## Rodina
Ahmadínežád má tři děti – dva syny a dceru – s Ázam as-Sádát Farahiovou, která má stejně jako on inženýrský diplom. Prezidentova sestra Parvín byla v prosinci 2006 zvolena do teheránské městské rady.